# Monastère de Nyitso
Le monastère de Nyitso de l'école Gelugpa du bouddhisme tibétain de l'école Gelugpa est situé à 72 km au nord de la ville de Daofu (Tawu en tibétain), comté de Tawu dans la préfecture autonome tibétaine de Garzê, dans la province du Sichuan et l'ancienne province du Kham et du Xikang.

## Histoire
Le monastère a été construit en 1650, au début la domination des Mongols qoshots du Tibet et est l'un des plus grands de la région. Il aurait hébergé près de 2 000 moines avant la révolution culturelle.
Tsewang Norbu, un moine du monastère de Nyitso, âgé de 29 ans, est mort après s'être immolé le 15 août 2011 à Tawu/Daofu. Selon un témoin cité par l'association Free Tibet Campaign : « Tsewang Norbu a bu de l'essence et s'en est aspergé avant d'y mettre le feu. On l'a entendu lancer ces appels : 'Nous, Tibétains, nous voulons la liberté', 'Longue vie au dalaï-lama' et 'Que le dalaï-lama revienne au Tibet' ». La victime serait décédée sur les lieux.